# عثمان بن سعيد المالقي
عثمان بن سعيد المالقي مفسر، نحوي، من فقهاء المالكية. ولد بمستغانم في القرن 17 م وبها نشأ وتعلم.

## آثاره
1. تفسير القرآن الكريم كبير وصغير،
2. تحفة الألباب .

## أنظر أيضا
- عبد الرحمن الثعالبي